# Zsófiafalva
Zsófiafalva (ukránul: Софія [Szofija], ruszinul: Жовфія [Zsofija], németül: Sophiendorf) falu Ukrajnában, Kárpátalján, a Munkácsi járásban.

## Fekvése
Munkácstól délkeletre, a munkácsi repülőtér közelében, Beregleányfalva és Beregfogaras között fekszik.

## Története
Munkács környékén a Rákóczi-szabadságharc következtében gazdátlanná vált földeket III. Károly király 1726-ban  a Schönborn családnak juttatta. A család egy tagja, a terület birtokosa, Franz Philipp Schönborn-Buchheim alapította a falut 1804-ben 303 csehországi és ausztriai katolikus német telepessel. A falut felesége emlékére Sophiendorfnak nevezte el. A falu 1877-ben templomot, rá egy évre magyar népiskolát kapott, nevét ugyanekkor Zsófiafalvára változtatták.
1910-ben 352 lakosából 328 volt német.
1920-tól Csehszlovákiához tartozott, majd 1939 márciusában Kárpátalja részeként visszatért Magyarországhoz. 1944 végén szovjet kézre került, eddigre német lakossága javarészt elmenekült, a helyben maradtakat 1946-ban Kazahsztánba deportálták, a visszatérés 1950-től kezdődhetett.  Az utolsó német család a faluból 1989-ben repatriált Németországba.
A trianoni békeszerződésig Bereg vármegye Munkácsi járásához, a csehszlovák uralom alatt továbbra is a Munkácsi járáshoz, 1939 és 1944 között Kárpátaljához, a Beregi közigazgatási kirendeltség Munkácsvidéki járásához tartozott, a Szovjetunióban illetve Ukrajnában pedig a Kárpátontúli területhez, azon belül továbbra is a Munkácsi járásához.

## Népesség
A 2001-es ukrajnai népszámlálás során a faluban 385 főt számoltak össze, 98,5%-uk ukrán, 1% orosz anyanyelvű (a maradék 0,5% egyéb).

## Látnivalói
- Szent István király templom (1877)

## Külső hivatkozások
- http://www.napkut.hu/naput_2007/2007_04/073.htm Archiválva 2013. november 10-i dátummal a Wayback Machine-ben
- http://www.mult-kor.hu/cikk.php?id=13732&pIdx=2
- http://www.arcanum.hu/mol/lpext.dll/telepulesek/1/440?fn=document-frame.htm&f=templates&2.0%5B%5D